# だって好きなんだもん
『だって好きなんだもん』（だってすきなんだもん）は、吉住渉による日本の少女漫画。

## 概要
吉住渉にとって8番目の連載で、前作『ウルトラマニアック』の後をうけて、『りぼん』（集英社）にて2004年11月号から2005年8月号まで連載された。全10回。また2004年『りぼん秋のびっくり大増刊号』（同）に3ページの番外編が掲載されている。単行本は全2巻が集英社から刊行された。
この作品が作者にとって『りぼん』本誌での最後の連載となり、以後は『コーラス』（同、2011年11・12月合併号限りで『Cocohana』に改名・リニューアル）に発表の場を移すことになる。

## あらすじ
素直で一途な望加は、恋にあこがれる高校1年生の女の子。ある日、図書館で出会った芳井にひと目ぼれしてしまう。ところが彼は、「本命の彼氏がいる女の子としか付きあわない」という不思議な男の子だった。こうして多難な恋の物語が始まる。

## 主な登場人物
紺野望加（こんの もか）
素直で一途な高校生の女の子。クラスは1年4組で、手芸部に所属。変人の芳井にひと目ぼれ。
芳井柾人（よしい まさと）
本命がいる女の子の浮気相手でいたがる、不思議な男の子。「他に大切な誰かを持っている女の子がすごく魅力的に思えてしまう」という、変わった好みの持ち主。望加と同じ高校に通っている。クラスは1年7組で、美術部に所属。ラファエル前派の作品が好き。両親を3年前に事故で亡くし、1人暮らしをしている。作者の語るところによれば、『四重奏ゲーム』の類（るい）以来、久々のメガネヒーロー。
朝岡光美（あさおか みつみ）
望加の親友で、クラスメイト。望加と同じ手芸部に所属。中学2年生の時から海老沢と付き合っている。
海老沢峻（えびさわ しゅん）
望加のクラスメイトで、通称エビちゃん。中学2年生の時から朝岡と付き合っている。
神崎梢（かんざき こずえ）
望加のクラスメイト。有名カメラマンの娘で、雰囲気のある超美人。実は芳井の幼なじみで、クロッキーのモデルもしている。最終的に芽久生と付き合う。
渡辺芽久生（わたなべ　めぐむ）
望加の1つ年下の弟で、通称めぐ。ニューヨークから5年ぶりに日本に帰って来た。望加たちと同じ高校を受験し、合格。望加とは実の姉弟だが、両親が離婚しているため、異なる名字をもつ。梢にひと目ぼれ。
岩沙（いわさ）
芳井の友人。名前は不明。実は梢が目当てで芳井に近づいているが、次第に望加を好きになる。告白するが、振られる。

## コミックス
- りぼんマスコットコミックス 全2巻
- 第1巻 2005年5月発行 ISBN 4-08-856610-6 - 番外編を併録。
- 第2巻 2005年9月発行 ISBN 4-08-856637-8 - 「Free Talk Special」（沖縄旅行記）を併録。